# Concepción (departement van Paraguay)
Concepción is een departement van Paraguay. Het heeft een oppervlakte van 18.051 km² en 189.929 inwoners (2012); voor 2016 is de prognose 240.495 inwoners. De hoofdstad is Concepción.

## Bestuurlijke indeling
Het departement is verdeeld in viertien districten.
| Nr. | District                  | Inwoners | Oppervlakte |
| --- | ------------------------- | -------- | ----------- |
| 1   | Arroyito                  | 8.292    | 884 km²     |
| 2   | Azotey                    | 6.731    | 793 km²     |
| 3   | Belén                     | 10.605   | 229 km²     |
| 4   | Concepción                | 73.360   | 1.092 km²   |
| 5   | Horqueta                  | 39.548   | 2.106 km²   |
| 6   | Itacuá                    | 2.377    | 1.712 km²   |
| 7   | Loreto                    | 13.580   | 1.001 km²   |
| 8   | Paso Barreto              | 3.988    | 2.392 km²   |
| 9   | Paso Horqueta             | 7.646    | 1.040 km²   |
| 10  | San Alfredo               | 2.385    | 628 km²     |
| 11  | San Carlos del Apa        | 856      | 2.561 km²   |
| 12  | San Lázaro                | 11.192   | 1.092 km²   |
| 13  | Sargento José Félix López | 6.153    | 1.950 km²   |
| 14  | Yby Yaú                   | 19.460   | 1.495 km²   |

| Detailkaart |
| ----------- |
|             |
| Districten  |